# 横浜若葉台団地

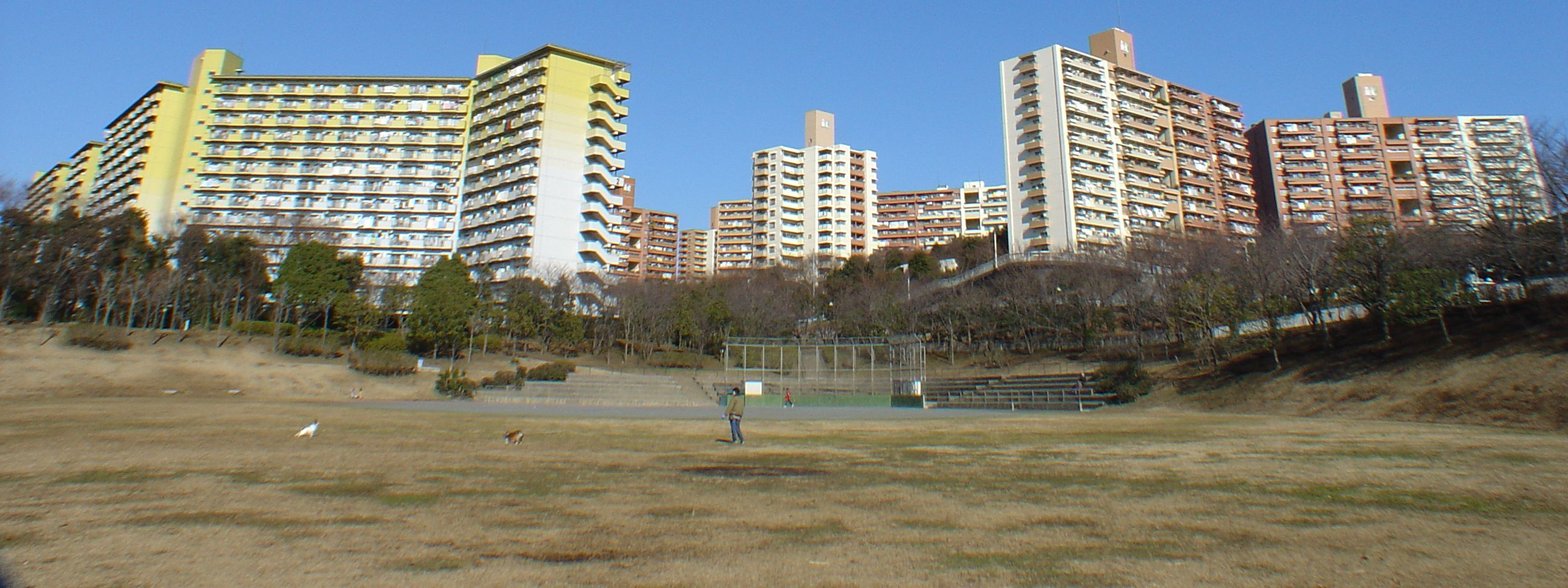
横浜若葉台団地

横浜若葉台団地（よこはまわかばだいだんち）は、神奈川県住宅供給公社が横浜市旭区若葉台に開発した計画人口25,000人のモデル団地。現在の居住者数は1万2847人(2024/08現在)。中層（5階建て）及び高層（10階、13階、14階建て）の分譲および賃貸の建物が74棟ある。

## 構成
若葉台団地は、団地を4つのブロックに区切り、若葉台一丁目から若葉台四丁目で構成されている。団地の東側に位置する若葉台一丁目、二丁目および西側に位置する若葉台四丁目は住宅専用地域で分譲住宅と医療設備がある。団地中央にある若葉台三丁目は商業地域と住宅との兼用区域であり、商業施設と賃貸住宅、分譲住宅（3棟）がある。
若葉台団地のエリアは、もともと丘陵地帯であり、尾根・沢が入り組んだ地形の上に建設されている。この地形に合わせ、塔状、板状の建物が建てられている。建設が十数期に渡り、建設期ごとに外見、色が異なる。板状の建物が平行にならぶ通常の団地の景色とは異なる。一部の管理組合の建物では、大規模修繕工事の際に当初の色から変更している。
開発前の若葉台団地エリア 航空写真 (国土地理院年代別写真、1961年～1969年)
整地中の若葉台団地エリア 航空写真 (国土地理院年代別写真、1974～1978年)
当初、3LDKを中心に販売する予定だったが、第1期販売分で4LDKの人気が高かったため、計画を変更し、4LDKの割合を増やした。
歩道は、自転車用(赤)と歩行者用(緑）と区分けされて整備されている。山地を切り開いた高低差の多い地形をうまく利用して、自動車道と歩道・自転車道を立体交差させ、基本的に人と車は立体交差するように出来ている。これにより横断歩道が極端に少なくなっている（この模様は「若葉台音頭」にも歌われており、街づくりの計画性を垣間見ることが出来る）。
大貫谷公園に面した4-26棟はヴィンテージヴィラ横浜と呼ばれる高齢者専用住宅となっており、施設内で介護サービスが受けられるなど介護設備が併設されている。意匠も銀色（シルバー）の外装で他の棟とは異なる。4-25、26、27番地がこのヴィンテージヴィラひとつの棟で構成されている。
団地全体の管理は、一般財団法人若葉台まちづくりセンター(若葉台管理センターから2013年4月に改称)が行っている。

## 現状
1979年（昭和54年）から分譲を開始したが、バブル経済の崩壊により神奈川県住宅供給公社の収益悪化から建設工事が中断され、分譲開始から46年経過した現在も未完成である。また、売れ残ったマンション2棟を大幅に価格を下げて販売したので、定価で購入した居住者が不当廉売で公社を訴えた裁判も行われた（住民側の敗訴）。
新規の建設が中断していることや、すでに初期の建物が建築後46年経ち、購入者の子供が成人し家を出ていることなどから、若葉台団地の人口は減少に転じ、現在約1万2千人台(2024/08現在)となっている。
全体的に高齢化が進んでおり、地域ケアプラザ、ヴィンテージヴィラ、近隣の赤枝病院、あだち老人ホーム、また合計10単位ある老人クラブ、年少者と高齢者のふれあい「孫子老の会」など、高齢者のための施設の開設やコミュニケーションの機会の充実が近年目立ってきた。2003年4月24日に放送されたNHKの番組『難問解決!ご近所の底力』では、特集「定年後の生きがい探し」として若葉台で約1ヶ月間の長期取材が行われた。
建設用地2カ所(2丁目、3丁目各1カ所)が空いたままであった。しかし、3丁目については、2024年8月に「イムス横浜旭リハビリテーション病院」が開設された。また、2丁目の空き地については、特別養護老人ホームが建設される予定がある。特別用語老人ホームが建設されると、幼稚園予定地を除き、全区画の開発が終わることになる。
再生計画が計画されている。

町別人口は「横浜市統計ポータルサイト」を参照

## シンボル
団地のシンボルとしてフクロウを基にしたキャラクターが使われている。これは高層棟のエレベーター屋上ピット外部に掲示されており、同時にその数で丁目をあらわしている。
- 1丁目 青のオス1羽
- 2丁目 青のオスと赤紫のメスの2羽
- 3丁目 青のオスと赤紫のメス、ピンクの娘の3羽
- 4丁目 青のオスと赤紫のメス、ピンクの娘、水色の息子（弟）の4羽

ショッピングタウンのシンボルマークとして、中央バスターミナルに面した3-5棟屋上に「わかば」の文字と緑のシンボルマークが掲げられている。またイトーヨーカ堂が入る3-7棟の屋上にはイトーヨーカ堂が属するセブン&ホールディングのマークが掲げられている。

## 交通機関

### バス
最寄り駅まで3km以上あるため公共交通機関は路線バスである。横浜市営バス（横）、東急バス（東）、神奈川中央交通（神）、相鉄バス（相）の各社が、以下の行き先へ運行している。
団地内にあるバス停
| バス停名         | <若葉台発の行き先>                                             |
| ---------------- | -------------------------------------------------------------- |
| 若葉台中央       | 十日市場駅、青葉台駅、中山駅前、三ツ境駅、鶴ヶ峰駅、横浜駅西口 |
| 若葉台車庫前     | 十日市場駅、青葉台駅、中山駅前、三ツ境駅、鶴ヶ峰駅、横浜駅西口 |
| 若葉台中学校前   | 十日市場駅、青葉台駅、中山駅前、三ツ境駅、鶴ヶ峰駅、横浜駅西口 |
| 若葉台近隣公園前 | 十日市場駅、青葉台駅、中山駅前、三ツ境駅、鶴ヶ峰駅、横浜駅西口 |
| 若葉台南         | 十日市場駅、青葉台駅、中山駅前、三ツ境駅、鶴ヶ峰駅、横浜駅西口 |
| 消防出張所前     | （若葉台中央）                                                 |
| 保育園前         | 十日市場駅、青葉台駅                                           |
| 地区公園         | 十日市場駅、青葉台駅、長津田駅、三ツ境駅                       |
| 長津田南         | 十日市場駅、青葉台駅                                           |
| 星槎高校前       | 十日市場駅、青葉台駅                                           |
| ヴィンテージ前   | 十日市場駅、青葉台駅                                           |

若葉台中央ターミナル乗り場と行き先案内
| 乗り場 | 経由地                     | 行き先                  | 系統                             |
| ------ | -------------------------- | ----------------------- | -------------------------------- |
| 1      | 郵便局前                   | 十日市場駅前            | 23（横)                          |
| 1      | 郵便局前                   | 十日市場駅              | 23（神）, 峰02（神）, 境21（神） |
| 1      | 郵便局前・十日市場駅       | 青葉台駅                | 23（横）, 青23（東）             |
| 1      | 郵便局前・十日市場駅       | 中山駅前                | 23（横）                         |
| 1      | 郵便局前・十日市場駅       | 青葉台営業所            | 青23(東)                         |
| 2      | 地区公園・玄海田           | 長津田駅入口 / 長津田駅 | 40（神）                         |
| 2      | ヴィンテージ前・十日市場駅 | 青葉台駅                | 55（横）                         |
| 2      | 保育園前・中丸入口         | 十日市場駅前 / 青葉台駅 | 65（横）                         |
| 2      | 地区公園・中丸入口         | 十日市場駅前 / 青葉台駅 | 65（横）                         |
| 2      | 星槎高校前・霧が丘西       | 十日市場駅前 / 青葉台駅 | 345（横） ※急行運転              |
| 2      | ヴィンテージ前             | 星槎高校前              | 350（横） ※深夜バス              |
| 2      | ヒルタウン中央             | 中山駅前                | 205（横）                        |
| 3      | 近隣公園・西部病院         | 三ツ境駅                | 116（相・神）, 境21（神）        |
| 3      | 地区公園・西部病院         | 三ツ境駅                | 116（相・神）                    |
| 3      | 近隣公園・川井宿           | 鶴ヶ峰駅                | 115（神）, 峰02（神）            |
| 3      | 川井宿・鶴ヶ峰駅・和田町   | 横浜駅西口              | 5（神）                          |

- 横浜市営バスの民間移管により、2007年11月30日をもって116系統が、2008年2月12日には5系統と115系統が神奈川中央交通へ移管されたほか、2023年6月30日には40系統の運行から横浜市営バスが撤退し、以降は神奈中単独での運行となった[3]。
- 2007年3月のダイヤ改正により、65系統の中山駅行は廃止された。そのため乗り継ぎ制度が導入され、65系統が停車する停留所で乗り継ぎ券を貰い、十日市場停留所または十日市場駅前停留所で乗り継ぐ場合に限り、23系統中山駅行きに無料で乗ることができる[4]。
- 東急バス(青23系統)と横浜市交通局(65系統地区公園経由・350系統)によって深夜バスが運行されていた。コロナ禍により、2020年に運行が休止され、復活していない。
- 345系統は、55系統の急行版である。旧若葉台西小学校へ移転してきた星槎学園の登下校対策として設定された。若葉台発は平日夕方に十日市場駅行・青葉台駅行が1本ずつ設定されている。
- 若葉台中央バスターミナル1番乗り場は、設立当初の位置から数メートル前に移動した。長いこと仮停車場表示板が立ち、乗客の少ない時間は屋根とベンチが無用の長物と化していたが、やがて常設ベンチひとつ分と待合用屋根が増設され、中央ターミナル共通の意匠である乗り場案内が前に移動した。しかしさらに停車位置が前に進み、現在は信号停止位置ぎりぎりに設置されている。再び仮停車場表示板が使われるようになり、屋根が届いていない。
- 2013年1月4日より、65系統の若葉台中央行きにおいて、保育園前経由便の「若葉台南」バス停名が「消防出張所前」に変更された。地区公園経由便の現バス停名は変更されない。
- 2015年4月1日より「大貫谷公園」バス停名が「星槎中学高校前」に変更された。これは、若葉台西小学校跡地に、星槎中学高校が開設されたためである。2022年4月1日には「星槎高校前」に再変更された。これは、星槎中学校が旧霧が丘第一小学校跡地に移転したためである。
- 2021年4月1日から、延伸という形で205系統が若葉台に乗り入れ始めた。なお、この系統は十日市場駅を経由せずに中山駅に向かう。
- 2024年3月23日をもって、23系統の共通定期券（市営バス、東急バス、神奈川中央交通）が廃止された。
- 2024年3月24日より、東急バスが値上げを行った結果、23系統は市営バス、および神奈川中央交通は220円、東急バスは230円と、同じ系統でありながら運賃が異なっている。
- 従来、23系統郵便局経由の表示は、東急バスだけであったが、2024年8月より市営バスも表示するようになった。
- 過去にあった路線
  - 神奈川中央交通大和営業所の担当で、町田バスセンターまでの路線が運行されていた（町77系統）。この系統は十日市場駅、田奈駅、成瀬街道を経由して町田バスセンターへ至るもので休日のみの運転であった。
  - 1990年代、横浜市営バスの関内行きの路線があった。保土ヶ谷バイパスを通るため、座席定員制で、全席4列シートであった。しかし、保土ヶ谷バイパスの渋滞により、時間の遅れが毎日のように発生するため、1年半で廃止になった。
  - 若葉台中央発、長津田駅行きの123系統が5時台の早朝に1日1本だけありました。23系統と同じルートで「十日市場」まで向かい、十日市場の交差点を左折し、長津田に向かっていた。早朝、田園都市線に乗るための路線だったが、40系統の早朝バスに引き継がれ、廃止になった。
  - 321系統は、65系統の急行版で、平日朝に4本運行されていた。特筆すべきことは十日市場駅を通過していた。2013年からは経路が、保育園前から地区公園に変更され、地区公園にも止まるようになった。しかし、2021年4月1日に廃止された。
  - 東急田園都市線南町田グランベリーパーク駅（旧駅名：南町田駅）は、バス路線のある中で最も近い駅であるが、そこを結ぶ神奈中バス南町田グランベリーパーク駅行きは2025年3月30日の運行終了まで休日昼頃に各1本のみの運行となっていた。その理由は、1979年（昭和54年）の団地分譲開始当時は同団地から青葉台駅を結ぶ路線が無かった為、東急田園都市線の駅を結ぶ唯一の路線として開設され、本数も比較的多く設定されていたが、1981年（昭和56年）には若葉台中央と青葉台駅を結ぶ路線の開設による利用者減少で減便されたことに加え[5]、過去にはこの路線と東名高速横浜町田インターチェンジに併設されていた高速バスのバス停（横浜バスストップ）と連絡するバス停であったものの、1999年に高速バス停留所（インターチェンジの渋滞が原因）が廃止されたこと、同駅前には現在グランベリーパーク（旧・グランベリーモール）があるものの、若葉台団地開発当時は駅前にはほぼ何も無く、国道16号と環状4号線の立体交差が無かった頃にはラッシュ時に渋滞が頻発していたことなどによる。また、町田市の田園都市線すずかけ台駅が距離上の最寄り駅となるが、バス路線はない。

### 駐車場
来訪者用駐車場は2ヶ所あり、中央駐車場は朝8時30分から22時まで、立体駐車場は24時間営業である。いずれも最初の1時間は無料であり、中央駐車場はそれ以降30分で200円。立体駐車場は30分100円である。

当初、管理センターの直営だったが、現在はタイムズに運営を委託している。

## 買い物
団地中央にショッピングタウンわかばがある。定休日は火曜日（イトーヨーカ堂、ロッテリアを除く）。ショッピングタウン合同で朝市、夕市、納涼ビアパーティなどの企画が催される。ショッピングタウン中央にはわかばの広場が、遊水地側にはジャブジャブ池と広場がある。いずれの広場も色々なイベントに活用されている。
ショッピングタウンの各店舗前の通路に沿って人工小川が流れており、イトーヨーカ堂正面入口前の湧水口には笛を吹く少年の小さな銅像がある。この銅像はかつて盗難にあったが、作者の好意により同型のものが再び寄贈された。盗難前の銅像は小川の流れる方向を向いていたが、再建後はわかばの広場から見て横向きで湧水口を向いて座っている。人工小川は店舗区画終端で一端地下へ流れた後、ジャブジャブ池へと導かれている。また、若葉台中央バスターミナルよりショッピングタウン銀行側へ降りると大きな人工滝があり、夏季には納涼ベンチとしても使われている。滝の音は、周辺棟の高層階住民に対し、バスターミナルの騒音を和らげる工夫にもなっている。ただし冬季には滝は稼動していない。
イトーヨーカドー脇にある3階へ向かう階段とスロープは、4丁目完成時にはなく、4丁目の住民の請願により、販売から3年後程度（1988年頃)建築された。
バスターミナルとショッピングタウン郵便局側をつなぐエレベーターは、福祉のまちづくりの一環として2002年に設置された。
2020年頃、4丁目へのエレベータの設置も検討されたが、建設費・管理費が全管理組合の負担とする予定だったので、1，2丁目の管理組合の賛同が得られず、建設が中止になった。
コンビニエンスストアは、団地設計時には設置を想定していなかったため、団地内には長い間建設されなかった。1丁目のエリアのすぐ隣に、2011年7月にセブンイレブン横浜若葉台団地店が開店した。また、2013年8月に、商店街の旧魚屋と旧酒屋の跡地に セブンイレブン Iing若葉台団地ふれあい広場店が開店した。
自動販売機が置かれている場所は、1丁目のスーパー付近、1丁目の立体駐車場2箇所、3丁目のバス停近辺、4丁目つくし公園付近にある。このうち数台は、震災時に無料で供給できる機能がついている。団地の外周に接する長津田町や上川井町には飲料の自動販売機が置かれている場所もある。

### ショッピングタウン内の店舗
| 分野               | 店舗形態               | 店舗名 |
| ------------------ | ---------------------- | --- |
| スーパーマーケット | スーパーマーケット     | イトーヨーカ堂若葉台店 営業時間: 10時～20時                                                                                       |
| コンビニ           | コンビニ               | セブンイレブン(Iing若葉台団地ふれあい広場店) 営業時間は7時〜21時30分 アイング社がセブンイレブンと契約して運営している店舗である。 |
| 食品               | 八百屋                 | やっちゃば |
| 食品               | パン屋                 | はなパン |
| 雑貨               | 電器屋                 | 若葉台タテヤマ電器 |
| 雑貨               | メガネ屋               | パリミキ |
| 雑貨               | ドラッグストア         | ハックドラッグ |
| 雑貨               | 本屋                   | Book Stand 若葉台 |
| 雑貨               | 100円ショップ          | ダイソー イトーヨーカドー若葉台店                                                                                                 |
| 雑貨               | 花屋                   | ? |
| 食事               | 和食                   | 運河 |
| 食事               | そばや                 | 鎌倉 梅の木 |
| 食事               | 中華料理屋             | 金満園 |
| 食事               | イタリアン             | イタリアンバル806 |
| 食事               | インド・ネパール料理   | ヒマールキッチン |
| 食事               | 沖縄料理               | わらわさぁ家 |
| 食事               | コーヒーショップ       | グリーンコーヒー |
| スポーツ関係       | ゴルフスクール         | ヨコハマインドアゴルフ |
| 整髪               | 理容                   | ヘアーサロン・トニー |
| 整髪               | 美容                   | ヘアーサロン En |
| 整髪               | 美容                   | サロン・ド・ボーテJOY |
| 医療・福祉         | 調剤薬局               | 横浜調剤薬局 |
| 医療・福祉         | 調剤薬局               | ハックドラッグ |
| 医療・福祉         | ドラッグストア         | ハックドラッグ |
| その他             | クリーニング屋         | 四つ葉クリーニング |
| その他             | 東京ガス代理店         | 東京ガスライフバル |
| その他             | 郵便局                 | 横浜若葉台郵便局 |
| その他             | 宝くじ、切手、たばこ等 | インフォメーションわかば |
| その他             | 貴金属リフォーム       | Refine |
| その他             | コインランドリー       | CLCコインランドリー |
| その他             | パソコン教室           | ハロー！パソコン教室 |
| その他             | 買取                   | 買取大吉 |

#### 過去にあった店
- ？(宝石店) → ジョイフローリスト（花屋、拡張）→ (閉店、期間をおいて) → グリーンコーヒー(2024/03 オープン)
- ？(呉服屋) → 閉店
- テディベア (ファミリーレストラン) → 横浜調剤薬局(調剤薬局) →（スルガ銀行が敷地を半減しそこへ移転）→ ハンドベル・ケア(介護用品販売) → 閉店
- 大陸(中華料理店) → Shoichi (カレー屋) → 日本蕎麦（梅の木）
- 味奈登庵(そば屋) → 紅太郎(中華料理店)→ 金満園(中華料理店)
- ？(バラエティストア、阪急系）→ ハックドラッグ(調剤薬局)
- ?(靴屋) → パリミキ(眼鏡屋)
- ？(コンタクトレンズ専門店) → 虹の小箱(リサイクルショップ) → ?(レストラン) → 閉店
- アイドル(子供服店) → クロシード(靴屋、レコード屋分と結合）→ 2011/01閉店
- キクイチ(レコード店) → クロシード(靴屋、子供服店と結合）→ 2011/01閉店
- 横浜楽器 (楽器店) → 若葉楽器(改名） → プレイガイド(チケット販売、旅行手配) → プレイガイド(商店街からバスターミナル前に移転) → アルク (ウォーキング用品、若葉楽器の跡地) 2024/07 閉店 → 花屋
- 有隣堂(書店) → 福家書店（書店、2019年閉店）→ (期間をおいて) → Book Stand 若葉台
- サクライ(手芸店) → ペアーズ(手芸店、2008/05〜2008/10)
- 清すし(寿司や) 閉店
- カッティングクルー(理容店、2011/05/20閉店) → (期間をおいて) → コインランドリー
- タツミヤ(ブティック、 2011/08/31閉店) → ヨコハマインドアゴルフ(グラフティ跡地と結合)
- ？(肉屋) → ミートランド(肉屋) 2012/03/20閉店
- ジーンズショップ グラフティ 2012/03閉店 → ヨコハマインドアゴルフ(タツミヤ跡地と結合)
- バニー(レストラン、 2012/04/20閉店)
- おとべ(酒屋・米屋、2012/06/30閉店) → セブンイレブン
- 横浜マルユウ山本(お茶、 2012/06/20閉店) → わらわさぁ家
- 馬車道十番館横浜(ケーキ・喫茶、 2013/11/30(?) 閉店 ) → ヒマールキッチン
- マルトウ(豆腐、2013/12/31(?)閉店)、[注 21] → 唐揚げの天才 → 唐揚げ金と銀 2023/10 閉店
- 虹の小箱(リサイクルショップ、 2013/??/??) → 2014/04再オープン → 閉店
- カメラのキタムラ(カメラ屋、2017年閉店)
- アムール(ブティック、 2017年閉店) → ヨコハマインドアゴルフ
- iTSCOM若葉台相談窓口(2013年7月1日～2019年10月21日)南町田グランベリーパークに移転
- プチ・ドゥル(パン屋) 閉店 2020/3(?)
- ハマケイ (揚げ物・惣菜、2023/3 閉店) → はなパン
- 富貴路 (惣菜店、2024/01/31 閉店)
- 東急 アトリオ (スポーツジム, CAN★DOの移転跡地) 閉店 (2023年頃？)
- アビヤント(ブティック、2024/06/30 閉店)
- ？(100円ショップ) → CAN★DO(100円ショップ、商店街) → イトーヨーカドー2Fに移転 → 閉店 (2024/08/25) [注 22]
- ロッテリア(2025/06/15閉店)

#### 営業主体が入れ替わった店
- カメラ店 カメラのキムラ→カメラのキタムラ(合併による)
- 理容室 ?→カッティングクルー
- 肉屋　?→ミートランド
- 魚屋→魚屋（テクノス)→ 魚屋(うおたつ) → 魚屋(うおしち) 2008/06/13 → 魚屋 (魚喜) 2010/01→2011/02閉店
- 八百屋（水信）→ 八百屋（たつみ）→八百屋（やっちゃば)
- 姫の木→アビヤント (?)
- ホープ→うさちゃんクリーニング(2017年夏) → 四つ葉クリーニング
- カットファイブ→ヘアーサロンEn(2025/02/22)
- ffマート 1-3-1 (2007/04/25〜2010/05頃閉店)

#### 1丁目にあるスーパー
- まいばすけっと　横浜若葉台団地店
- （変更歴）ヨークマート → スーパーLOVE → スーパー食彩館いずみ → ffマート→まいばすけっと
「ヨークマート」(1979年 4月開業)
「スーパーLove」
「スーパー食彩館いずみ」(2006年11月30日に閉店)。

2005年7月16日、1丁目近隣住民の買い物の利便を訴え店舗前であした順子・ひろしによる店舗応援青空漫才ライブが行われた。
- 「ffマート」(2007年4月25日～2010年5月頃閉店)

- 「まいばすけっと　横浜若葉台団地店」(2025年3月14日開店)。

### ショッピングタウン外の店舗
- コープかながわ 若葉台店 上川井町2692-1-2
- ハンバーグレストラン「ハングリータイガー」 若葉台4-33-13
ショッピングセンターではなく敷地のはずれ・バス停「長津田南」に面する。
- セブンイレブン 若葉台団地店
- ローソン 環四 長津田町店 横浜市緑区長津田町5288-1

その他の隣接地域・店舗は「#周辺地域」を参照

## スポーツ施設

### 現在あるスポーツ施設
- グラウンド（3丁目）
- テニスコートわかば（2、4丁目）
- ゲートボール場（2丁目）
- 市営プール（4丁目、屋外、夏期のみ営業）
- オアフ クラブ(3丁目)
  - 屋内温水プール
  - スポーツジム
旧NAS横浜若葉台の施設を利用して、2012年4月10日にオープン

### 過去に存在したスポーツ施設
- NAS横浜若葉台（3丁目）(2011/03閉鎖)
  - 屋内温水プール（水泳教室として運営）
  - スポーツジム

## 公共機関
- 旭警察署若葉台交番 2-7-2
- 横浜市旭消防署若葉台消防出張所 3-1-1
- 若葉台地区センター
内容：図書室、体育館、サロン（囲碁・将棋等）、集会室
過去には、 火・水・木曜日13-16時の時間限定で、住民票の発行が行われた。
- 横浜若葉台郵便局
- 横浜銀行横浜若葉台支店
- スルガ銀行横浜若葉台支店

## 医療・介護機関

### 医療機関
団地内、5ヶ所（1-3、2-22、3-3、4-12、4-20）に医療機関がある。4-20は横浜旭中央総合病院、その他は小規模の診療所が各棟内の1階に入居している。
西本クリニックは若葉台(4-12)にもありましたが、現在は、西本クリニック緑だけで開業している。住所は緑区であり区境をまたぐものの、4-32やハングリータイガーに隣接し、市営バスのバス停「長津田南」の目の前にある。
また、敷地に隣接する病院として赤枝病院がある。
| 診療科目                           | 名称                                                     | 所在地                           |
| ---------------------------------- | -------------------------------------------------------- | -------------------------------- |
| 総合病院                           | 横浜旭中央総合病院                                       | 4-20                             |
| 総合病院                           | 赤枝病院                                                 | 上川井町578-2                    |
| リハビリテーション病院             | イムス横浜旭リハビリテーション病院 (2024/08/01 オープン) | 3-12-1                           |
| 歯科                               | ゆみ歯科クリニック                                       | 1-3                              |
| 歯科                               | 永田歯科医院                                             | 2-22                             |
| 歯科                               | 橋本歯科                                                 | 3-3 ショッピングタウンわかば内   |
| 歯科                               | 若葉台歯科医院                                           | 4-12                             |
| 外科、脳神経外科、整形外科、皮膚科 | みらい在宅若葉台診療所                                   | 1-3                              |
| 内科、小児科                       | 若葉台クリニック                                         | 1-3                              |
| 内科                               | 222内科クリニック                                        | 2-22                             |
| 内科                               | わかば内科クリニック                                     | 4-12                             |
| 内科                               | 西本クリニック緑                                         | 長津田町5293                     |
| 泌尿器科                           | 若葉台泌尿器科クリニック                                 | 2-22                             |
| 接骨医院                           | サニタ鍼灸整骨院 若葉台店                                | 3-3 ショッピングタウンわかば内   |
| 調剤薬局                           | わかば薬局                                               | 1-3-1                            |
| 調剤薬局                           | 横浜調剤薬局                                             | 3-6-1 ショッピングタウンわかば内 |
| 調剤薬局                           | ハックドラッグ（一般・調剤）                             | 3-4-1 ショッピングタウンわかば内 |

### 介護機関
- ヴィンテージヴィラ横浜 4-26
高齢者専用の介護機関付き住宅。
- 若葉台地域ケアプラザ 4-16-1
- 社会福祉法人創生会 特別養護老人ホーム あだち老人ホーム 上川井町2287
(廃止)横浜温泉チャレンジャー
あだちホーム敷地内を掘削し湧き出た温泉。誰でも入浴可能で、湯の持ち帰り販売もあった。設立当初は浴槽が一つしかなく男女入浴日が別だったが、現在は拡張され同時に入浴可能だった。施設の老朽化のため廃止。
- 介護老人保健施設 グリーンリーブズ赤枝（赤枝病院付属） 上川井町2694-7
赤枝病院に付属。建物は隣接。
- トレクォーレ横浜若葉台 4-36-1
認知症老人を中心としたグループホーム形式のナーシングホーム。設立前の仮称は「若葉台ナーシングホーム」と呼ばれていた。外郭道路の外であるが住所は若葉台扱いとなっている。

### ボランティア
- のこのこの会
歩行困難な高齢者の移動送迎を支援するグループ。2007年7月に創立10周年を迎えた。ケアプラザ内で活動。
- テクテクの会
障害児の支援グループ。毎月第3日曜日にケアプラザ内で活動。
- 孫子老の会
#文化節を参照

## 教育施設
団地内には小学校1校、中学校1校、幼稚園2園、保育園2園がある（2007年4月現在）。
※ ほとんどの部屋が分譲であるため居住者の入れ替えが少なく、住居者の高齢化とともに子供の人数が減少している。従来小学校3校(若葉台東小学校、若葉台北小学校、若葉台西小学校)、中学校2校(若葉台東中学校、若葉台西中学校)が存在したが、2007年度に小学校、中学校を統合し、新たに若葉台小学校（設置場所は旧・若葉台北小学校）および若葉台中学校（同じく旧・若葉台東中学校）として開校した。
旧若葉台西小学校の敷地は、2011年4月から星槎中学高等学校に貸与されている（2019年4月に星槎中学校は霧が丘へ移転）
| 種別     | 名称                                                                                              | 所在地 |
| -------- | ------------------------------------------------------------------------------------------------- | ------ |
| 幼稚園   | オーセル若葉幼稚園(2017年8月より耐震工事を実施し2018年工事終了後4月より改名、旧·若葉台第一幼稚園) | 1-7-1  |
| 幼稚園   | プレスクール若葉幼稚園                                                                            | 2-9-2  |
| 保育園   | 若葉台こども園                                                                                    | 2-20-1 |
| 保育園   | わかばの森保育園                                                                                  | 2-14-1 |
| 小学校   | 横浜市立若葉台小学校                                                                              | 2-14-1 |
| 中学校   | 横浜市立若葉台中学校                                                                              | 1-13-1 |
| 高等学校 | 星槎高等学校                                                                                      | 4-35-1 |

このほかに、4丁目に保育園1か所と幼稚園1か所を建設する計画があったが、保育園予定地には「横浜市若葉台地域ケアプラザ」が建設された。幼稚園予定地は現在も空き地のままとなっている。
また以下の施設・団体もある。
若葉台学童保育所
上川井町2847、若葉台1-1の裏側
若葉台中央学童保育所
若葉台3-2、遊水地グラウンド前
若葉台自主保育グループ
- 新ミニークラブ
- パンダルーム

その他、「若葉台乳幼児学級」があったが2005年3月に閉鎖。
2007年4月から「ちょうちょの会」と「プーさんkids」は「パンダルーム」に統合された。
若葉台ジュニアリーダース・クラブきょうだい

## 公園
横浜市が管理している公園、管理組合が管理している公園などが多数配置されているのが特徴である。二次林の形態をとどめている公園も多い。
桧山公園、若葉台公園（地区公園）、大貫谷公園はそのほとんどの面積を林が占めており、やまゆり公園とえびね公園も林を生かした緑地公園となっている。

### 公園一覧
| 所在地                   | 公園名                                 | 設備                                                                                         |
| ------------------------ | -------------------------------------- | -------------------------------------------------------------------------------------------- |
| 1-6                      | たんぽぽ公園                           |                                                                                              |
| 1-12                     | ジャンボ公園                           | ジャングルジム、鉄棒、ブランコ                                                               |
| 2-1-4                    | 桧山公園                               | （林）                                                                                       |
| 2-1                      | 日向根公園（若葉台近隣公園の正式名称） | ゲートボール場、簡易テニスコート（整備されたテニスコートとは別）、中規模グラウンド、ブランコ |
| 2-8                      | やまゆり公園                           | 砂場、木製遊具、（林）                                                                       |
| 2-19                     | なのはな公園                           | ジャングルジム、鉄棒、ブランコ                                                               |
| 2-23                     | えびね公園                             | （林）                                                                                       |
| 2-26前                   | かぼちゃ公園                           | 砂場、ジャングルジム、ブランコ                                                               |
| 3-1                      | 若葉台公園（地区公園の正式名称）遊水地 | アスレチック、（林）                                                                         |
| 3-4                      | 3階公園                                | ジャングルジム                                                                               |
| 中央バス停前 3-5         | 3階公園                                | ブランコ                                                                                     |
| イトーヨーカ堂上 3-7     | 青公園                                 | ジャングルジム、滑り台                                                                       |
| 4-1                      | つくし公園                             | 鉄棒、ジャングルジム                                                                         |
| 4-5                      | あざらし公園                           | すべり台、あざらし型遊具                                                                     |
| 4-7                      | トンネル公園                           | 鉄棒、ジャングルジム                                                                         |
| 4-11と4-12の間           | バナナ公園                             | すべり台、砂場                                                                               |
| ヴィンテージヴィラ横浜前 | すみれ公園                             | すべり台、砂場                                                                               |
| 4-30                     | 三角公園                               | タイヤブランコ、すべり台                                                                     |
| 4-31                     | ぞうさん公園                           | 池                                                                                           |
| 4-35                     | 大貫谷公園                             | プール、テニスコート、すべり台、ジャングルジム、鉄棒、（林）（土木作業員詰所）               |

この他、隣接地域として三保市民の森、帷子川上川井町小川アメニティがある。

## 文化
若葉台スポーツ文化村（Village of Sports and Culture, 略称VOSC）が中心となって各種イベントが開かれている。
2005年、若葉台スポーツ・文化クラブが設立された。

### スポーツ
マラソン大会
毎年1月3日開催される。ショッピングタウンわかばがスポンサーしているので、大会参加者向けの抽選会の商品が良い。コースは、2Km、5km、10kmがある。団地の外周道路を走る。丘陵地のため、アップダウンが厳しい。
駅伝大会
毎年2月に開催される大会。団地周辺を4名が約半周ずつ走り、合計2周(10Km)で競う。
運動会
2023年まで毎年10月に自治会対抗方式で開かれていた。対抗競技以外に自由参加の競技があり、宝探しの賞品は大変よい。
2024年から祭りを秋に移行する関係で、6月開催に変更された。開催時間は午前中(従来は1日中)だけ、自治会ごとの順位付けに変更された。
#スポーツ施設節も参照

### 祭事など

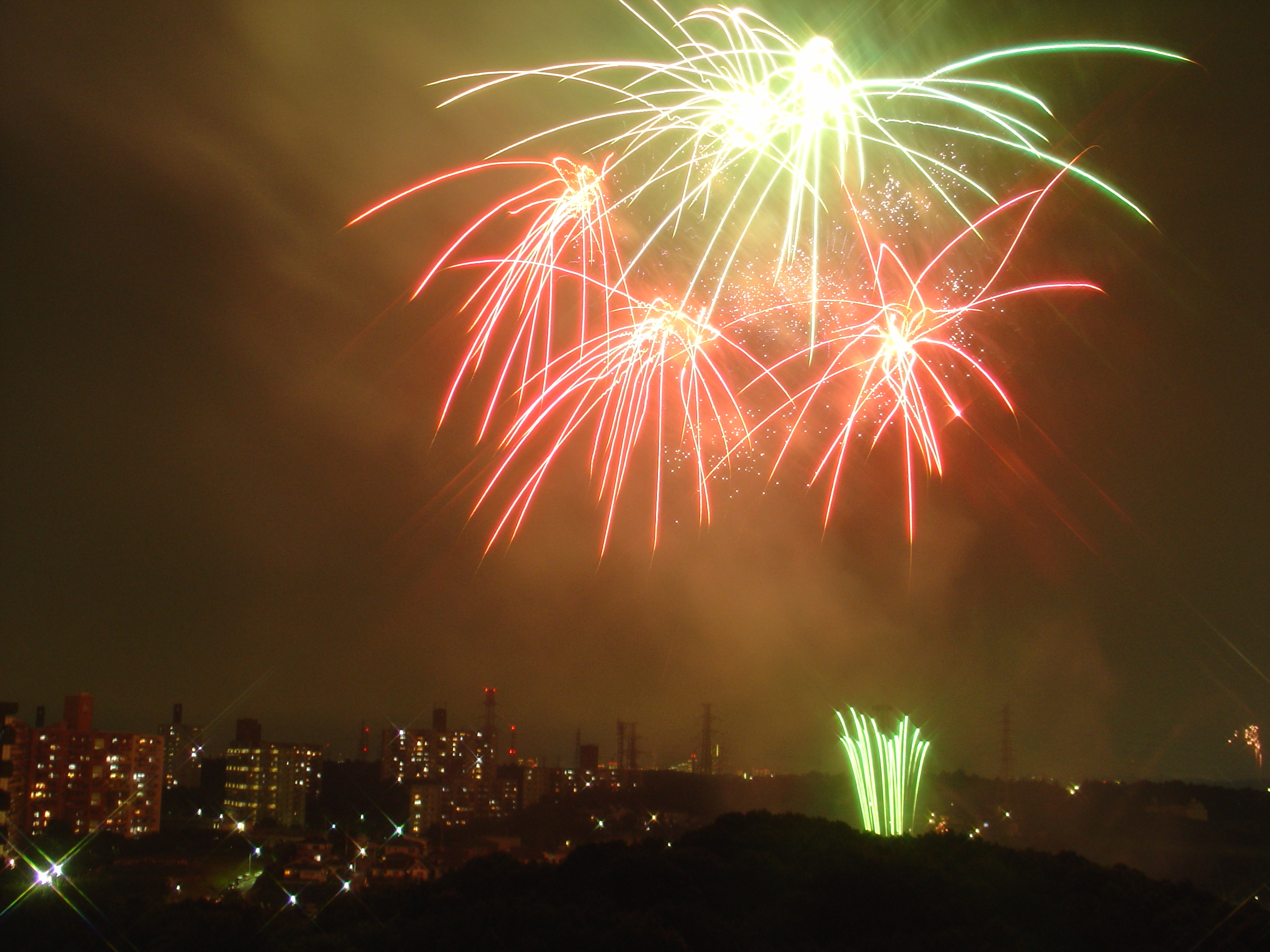
若葉台花火大会

祭り
2024年からは秋の開催に変更された。
2023年まで、夏祭りとして、7月第3土曜日あるいは第4土曜日にグラウンドで開かれていた。花火大会が有名。夜店はすべて自治会が出店していた。
夏祭り前夜にはショッピングタウンわかば主催のグラウンドに大スクリーンが張られ、わかば映画祭が開かれている。
因みに、花火大会は角川マガジンズ発行「横浜ウォーカー」にも掲載されることがあり、近年は来訪者が増加傾向にある。
文化祭
毎年11月に開かれ、絵画や書道の展覧会、コンサートなどが開かれている。
桜祭り
桜の開花にあわせて開かれる。グラウンドの近くに、出店が開かれる。1、2丁目の間にある市道は、桜のトンネルとなっている。
こいのぼり
毎年、4月末からゴールデンウィークにかけて、グランドの隣にある遊水地の上にこいのぼりがあげられる。
福祉体験・孫子老（まごころ）の日
毎年10月ごろ実施されている敬老ふれあいイベント。

### 町の歌と音楽
若葉台音頭
夏祭りの盆踊りで毎年流れる。2003年に西小学校の創立20周年運動会に採用されて以来毎年使用され、2006年度は3小学校合同運動会でも披露された。各地域自治体の法被を用いるなど、地域一体の音頭を演出している。
若葉太鼓
2002年に結成。複式複打法の組太鼓。
若葉台混声合唱団
1980年に結成。5年ごとに記念コンサートを催している。
若葉台ウインドオーケストラ
2005年4月に若葉台東中学校・西中学校吹奏楽部のOBを中心にして結成された吹奏楽団。第1回定期演奏会は2005年に開催。
若葉台ウィンドオーケストラ
自由演奏会in若葉台
当日参加が可能な地域演奏会。2005年度文化祭の枠内においてわかばの広場で実施された。区民提案型活動支援事業として旭区から補助金が出ている。
このほか、若葉台文化祭では地域の小中学校による合唱や吹奏楽、住民による日本舞踊などの伝統邦楽が披露される。

### 刊行物
コミュニティー新聞みんなの若葉台
若葉台の地域新聞として毎月発行されている。自治会より発行。1982年11月10日創刊。
紙面内特集「若い世代へ語り継ぐ戦争体験」をまとめた同名の冊子が第2集まで刊行されている。
かつて4コマ漫画「わかばちゃんだいクン」が連載されていた。
若葉台支えあい
コミュニティ新聞みんなの若葉台バックナンバー
タウンニュースわかば
上記とは別の無料地域発行誌。財団法人若葉台管理センターが発行。
わかば通信
　　2017年6月1日号より発行されている地域紙。偶数月発行。若葉台や周辺地域に無料配布されている。
　　わかば通信ＰＤＦ
「若葉台団地  夢の住まい、その続き」
　　2019年1月15日初版　幻冬舎　著者：根本幸江
句集「茜空」
2007年現在第4集まで刊行。小中学校や地域のサークルなどから俳句が寄せられている。

### 老人クラブ
これらの老人クラブは旭区老人クラブ連合会若葉台第1支部・第2支部に所属し、単位クラブと称される。
- むつき会
- ゆずりは会
- くぬぎ会
- 北けやき会
- やまゆり会
- ゆりのきむつみ会
- さくら会
- やまもも会
- もみじ会
- あかねクラブ

## 通信・放送

### ケーブルテレビ
高層団地で電波障害が発生するので、団地内にCATVシステムが用意されている。2013年からCATVの管理がイッツ・コミュニケーションズに委託されている。これにより、従来受信できなかったデジタル地上波、衛星以外のチャンネルも、追加契約をすることで受信できるようになった。

### 通信
団地の各棟電気室までNTTの光ファイバーが引かれ、Bフレッツ団地タイプ(100Mbps、VDSL)が提供されている。また、一部の管理組合では、KDDIの光ファイバーも引かれている。但し、一部の棟では光ファイバーを引くように設計がなされていなかったため、現在もADSL回線によって提供されている。

## 自治会
ほぼ分譲時期ごとに自治会が結成され、10の自治会がある。各自治会ごとに、クリーンディ、餅つき大会などいろいろなイベントが催されている。
| 自治会名       | 建物番号                  | 集会所名                          |
| -------------- | ------------------------- | --------------------------------- |
| 第一自治会     | 1-1 〜 1-7                | みずき(1-3)                       |
| 東自治会       | 1-8 〜 1-12               | ゆずりは(1-8)                     |
| 二丁目南自治会 | 2-2 〜 2-6、2-20 〜 2-26  | こぶし(2-2)、くぬぎ(2-22)         |
| 北自治会       | 2-7 〜 2-13、2-16 〜 2-19 | けやき(2-19)、さわら(2-11)        |
| 中央自治会     | 3-2 〜 3-8                | しらかし(3-7、現在商店街内に移動) |
| あかね自治会   | 3-9 〜 3-11               | すだち(3-10)、つばき(3-11)        |
| 西自治会       | 4-1 〜 4-6                | やまもも(4-3)、かえで(4-2)        |
| ゆりのき自治会 | 4-7 〜 4-13               | ゆりのき(4-11)                    |
| とちのき自治会 | 4-14 〜 4-19、4-21 〜 24  | さざんか(4-17)、とちのき(4-21)    |
| もみじ自治会   | 4-28 〜 4-32              | もみじ(4-28)、あけぼの(別棟)      |

## 管理組合
分譲時期ごとに管理組合が結成され、建物が管理されている。また、若葉台団地内の管理組合をまとめる組織として、若葉台住宅管理組合協議会が結成されている。

（若葉台東マンション管理組合は1999年（平成11年）4月に、若葉台くぬぎは2005年（平成17年）5月に脱退している）
| 管理組合名                                  | 建物番号                    |
| ------------------------------------------- | --------------------------- |
| 第一住宅管理組合                            | 1-1 〜 1-7                  |
| 団地管理組合法人 若葉台東マンション管理組合 | 1-8 〜 1-12                 |
| 第3住宅管理組合                             | 2-2、2-3                    |
| 団地管理組合法人 若葉台くぬぎ               | 2-4、2-5、2-6、2-20 〜 2-26 |
| 第5住宅管理組合                             | 2-12 〜 2-19                |
| 第6住宅管理組合                             | 2-34、2-35                  |
| 第7住宅管理組合                             | 4-14 〜 4-24                |
| 第8住宅管理組合                             | 4-7 〜 4-13                 |
| 第9住宅管理組合                             | 4-16 〜 4-18                |
| 第10住宅管理組合                            | 4-3 〜 4-6                  |
| 第11住宅管理組合                            | 4-1、4-2                    |
| 第12住宅管理組合                            | 4-28、4-29                  |
| 第13住宅管理組合                            | 3-9、3-10                   |
| 第14住宅管理組合                            | 3-11                        |
| 第15住宅管理組合                            | 4-30 〜 4-32                |

## 設計会社 および 施工会社
平成18年1月30日 神奈川県住宅供給公社から若葉台住宅管理組合協議会へ提出された回答書から作成。管理組合協議会に加盟していない管理組合の情報は無し。
| 棟番号 | 意匠設計事務所                 | 構造設計事務所       | 建設施工者               | エレベータ                              |
| ------ | ------------------------------ | -------------------- | ------------------------ | --------------------------------------- |
| 1-1    | 市浦都市開発建築コンサルタント | 織本匠構造設計研究所 | 間組・鴻池組             | 東芝（リニューアル済）                  |
| 1-2    | 市浦都市開発建築コンサルタント | 織本匠構造設計研究所 | 山岸・小松               | 東芝（リニューアル済）                  |
| 1-3    | 市浦都市開発建築コンサルタント | 織本匠構造設計研究所 | 大成建設・清水建設       | 東芝（リニューアル済）                  |
| 1-4    | 市浦都市開発建築コンサルタント | 織本匠構造設計研究所 | 三木・奈良               | 東芝（リニューアル済）                  |
| 1-5    | 久米建築事務所                 | 久米建築事務所       | 熊谷組・奥村             | 東芝（リニューアル済）                  |
| 1-6    | 久米建築事務所                 | 久米建築事務所       | 熊谷組・奥村             | 東芝（リニューアル済）                  |
| 1-7    | 久米建築事務所                 | 久米建築事務所       | 熊谷組・奥村             | 東芝（リニューアル済）                  |
| 1-8    |                                |                      |                          |                                         |
| 1-9    |                                |                      |                          |                                         |
| 1-10   |                                |                      |                          |                                         |
| 1-11   |                                |                      |                          | 東芝                                    |
| 1-12   |                                |                      |                          | 東芝                                    |
| 2-2    | 久米建築事務所                 | 久米建築事務所       | 竹中建設・西松建設       |                                         |
| 2-3    | 久米建築事務所                 | 久米建築事務所       | 竹中建設・西松建設       |                                         |
| 2-7    | 久米建築事務所                 | 久米建築事務所       | 青木組・不動建設         |                                         |
| 2-8    | 久米建築事務所                 | 久米建築事務所       | 青木組・不動建設         |                                         |
| 2-9    | 久米建築事務所                 | 久米建築事務所       | 青木組・不動建設         |                                         |
| 2-10   | 国建築事務所                   | 国建築事務所         | 工藤建設                 | なし                                    |
| 2-11   | 国建築事務所                   | 国建築事務所         | 工藤建設                 | なし                                    |
| 2-12   | 久米建築事務所                 | 久米建築事務所       | 松井・山岸               |                                         |
| 2-13   | 久米建築事務所                 | 久米建築事務所       | 松井・山岸               |                                         |
| 2-16   | 市浦都市開発建築コンサルタント | 織本匠構造設計研究所 | 花崎・千代田             |                                         |
| 2-17   | 市浦都市開発建築コンサルタント | 織本匠構造設計研究所 | 大木・冨士工             |                                         |
| 2-18   | 市浦都市開発建築コンサルタント | 織本匠構造設計研究所 | 松尾・新和               |                                         |
| 2-19   | 市浦都市開発建築コンサルタント | 織本匠構造設計研究所 | 鉄建工業・地崎工業       |                                         |
| 2-20   |                                |                      |                          | 東芝                                    |
| 2-21   |                                |                      |                          | 東芝                                    |
| 2-22   |                                |                      |                          | 東芝                                    |
| 2-23   |                                |                      |                          | 東芝                                    |
| 2-24   |                                |                      |                          | 東芝                                    |
| 2-25   |                                |                      |                          | 東芝                                    |
| 2-26   |                                |                      |                          | 東芝                                    |
| 2-27   |                                |                      |                          |                                         |
| 2-28   |                                |                      |                          |                                         |
| 2-29   |                                |                      |                          |                                         |
| 2-30   |                                |                      |                          |                                         |
| 2-31   |                                |                      |                          |                                         |
| 2-32   |                                |                      |                          |                                         |
| 2-33   |                                |                      |                          |                                         |
| 3-9    | 安藤建設                       | 安藤建設             | 安藤建設・宮本           |                                         |
| 3-10   | 安藤建設                       | 安藤建設             | 安藤建設・宮本           |                                         |
| 3-11   | 日生建築計画研究所             | 田中構造建築事務所   | 佐藤工業                 |                                         |
| 4-1    | 佐藤工業                       | 構造計画研究所       | 佐藤工業・山岸           |                                         |
| 4-2    | 三井建設                       | 構造計画研究所       | 三井建設・紅梅           |                                         |
| 4-3    | 森京介建築事務所               | 構造計画研究所       | 相鉄建設                 |                                         |
| 4-4    | 森京介建築事務所               | 構造計画研究所       | 奈良建設                 |                                         |
| 4-5    | 松本陽一建築事務所             | 織本匠構造設計研究所 | フジタ工業               |                                         |
| 4-6    | 松本陽一建築事務所             | 織本匠構造設計研究所 | フジタ工業               |                                         |
| 4-7    | 東洋建築事務所                 | 中川建築事務所       | 鴻池組                   | 日本エレベーター製造 （リニューアル済） |
| 4-8    | 東洋建築事務所                 | 中川建築事務所       | 鴻池組                   | 日本エレベーター製造 （リニューアル済） |
| 4-9    | 石本建築事務所                 | 石本建築事務所       | 花崎産業                 | 日本エレベーター製造 （リニューアル済） |
| 4-10   | 石本建築事務所                 | 石本建築事務所       | 第一建設                 | 日本エレベーター製造 （リニューアル済） |
| 4-11   | 石本建築事務所                 | 石本建築事務所       | 大末建設                 | 日本エレベーター製造 （リニューアル済） |
| 4-12   | 石本建築事務所                 | 石本建築事務所       | 鹿島建設                 | 日本エレベーター製造 （リニューアル済） |
| 4-13   | 石本建築事務所                 | 石本建築事務所       | 鹿島建設                 | 日本エレベーター製造 （リニューアル済） |
| 4-14   |                                |                      |                          |                                         |
| 4-15   |                                |                      |                          |                                         |
| 4-16   | 日比野設計                     | 日比野設計           | 三木組                   | なし                                    |
| 4-17   | 日比野設計                     | 日比野設計           | 三木組                   | なし                                    |
| 4-18   | 日比野設計                     | 日比野設計           | 三木組                   | なし                                    |
| 4-19   |                                |                      |                          |                                         |
| 4-28   | 三井建設                       | 三井建設             | 三井建設・紅梅           |                                         |
| 4-29   | 佐藤工業                       | 佐藤工業             | 佐藤工業・富山           |                                         |
| 4-30   | 鹿島建設                       | 鹿島建設             | 鹿島建設・三井建設・三木 |                                         |
| 4-31   | 鹿島建設                       | 鹿島建設             | 鹿島建設・三井建設・三木 |                                         |
| 4-32   | 鹿島建設                       | 鹿島建設             | 鹿島建設・三井建設・三木 |                                         |

## 周辺地域

### 概要
霧が丘方面は戸建て住宅地および霧が丘団地がある。
上川井町には一部戸建て住宅があるものの密集住宅地ではなく、農地中心である。国道16号沿いには産業処分場が点在する。帷子川の源泉もあるが、処分場に隣接する私有林敷地内のため、一般人の立ち入りは出来ない。源泉のごく間近に警察犬の訓練場がある。源流の一部のあだちホーム（老人ホーム）近辺は一般に開放され、帷子川上川井町小川アメニティという散歩道になっている。
長津田町は、若葉台隣接部分に関してはほぼ農地および林。長津田町を隔ててすぐの瀬谷区卸本町は、横浜総合卸センターとなっている。
徒歩圏内の長津田町岡部谷戸にも、長津田町小川アメニティがある。ここと三保市民の森の谷道では夏季にホタルが見られ、ホタルの餌となるカワニナも観察できる。長津田町小川アメニティは岩川の最上流部であり、さらにその源流のひとつは、若葉台の敷地脇（横浜旭中央総合病院の北側）に隣接する長津田町の畑地を流れている。三保市民の森の中で湧き出た水は梅田川に注いでおり、若葉台とその周辺の丘陵地帯は帷子川、岩川、梅田川の分水嶺を成していると言える。このうち岩川と梅田川は下流部で恩田川に合流する。
一方、上川井町小川アメニティは帷子川最上流であるにもかかわらず、既に生活排水と産業処分場排水の混入により水質が極端に悪く、アメニティ水中の生き物と言えば、アメニティ下流の池に鯉がいる他はほとんどザリガニとイトミミズであり、ホタルの生息できる環境ではない。これに関連し、若葉台西小学校の人工池「天使の湖」では旭区の斡旋により、児童たちがヘイケボタルを飼育してきたが、学校再編による閉校を受けて今後の管理は近隣住民が受け継ぐことになった。
- 旭区
  - 上川井町
- 緑区
  - 霧が丘
  - 長津田町（岡部谷戸）
長津田町直産の野菜が若葉台内の店舗で販売されることがある。
  - 三保町（三保市民の森）
- 瀬谷区
  - 卸本町
横浜卸売団地がある。

### 周辺の団地
- 霧が丘団地
- 十日市場市営住宅

### 周辺道路

#### 隣接する道路
- 環状4号線
- 東名高速道路
  - 横浜町田インターチェンジ
- 国道16号
  - 保土ヶ谷バイパス

#### やや離れている道路
- 国道246号
- 第三京浜道路
- 町田街道
- 海軍道路

### 周辺施設
- よこはま動物園ズーラシア
- 国際園芸博覧会 会場 (2027年)
- 万葉の湯
- グランベリーパーク
- 帷子川上川井町小川アメニティ
- 三保市民の森
- 神奈川県立霧が丘高等学校
若葉台文化祭に合唱部が参加するなど最近交流が頻繁に行われている。
- 東洋英和女学院大学
- 横浜市営バス若葉台営業所
- 横浜北部斎場 長津田町5125
- 横浜卸売団地
  - 神奈川産業会館　→ 2013年末 取り壊し
- 店舗
  - コープかながわ 若葉台店 上川井町2692-1-2
  - 中野商店 上川井町258-2（東小学校脇）
  - ベーカリーオカダ 霧が丘4-23-7 霧が丘高校前
  - くまのパン屋 上川井町668-1（バス停：大貫橋）味の民芸対面。(ローソン跡地)
- レストラン（敷地外で若葉台に隣接するもの）
  - ハングリータイガー 若葉台店 若葉台4-33-13（バス停：長津田南）住所は若葉台となっているが店舗は団地内ではなく独立した建物。
  - 一品香 若葉台店 上川井町578-12（バス停：若葉台南）
  - 味の民芸 若葉台店 上川井町662（バス停：大貫橋）徒歩だと団地内からやや離れている。
- コンビニ
  - セブンイレブン 横浜若葉台団地店　上川井町2837-3（バス停：若葉台近隣公園前）
  - ローソン 環4長津田町店　緑区長津田町5288-1
  - (閉店)ローソン 横浜上川井店 上川井町668-1（バス停：大貫橋）「味の民芸」の手前。(→ からあげ縁→ くまのパン屋)
- 宗教施設
  - 身代り不動尊（仏教、真言宗）上川井町800
  - 祠（神道）1-4のすぐ裏側（上川井町の敷地）に小さな祠が祭ってある。階段ですぐ上れるが、地形上では山の頂上になっており、昔から地元住民の信仰となっているものと思われる。
  - 長源寺
  - SDA亀甲山キリスト教会（キリスト教、セブンスデー・アドベンチスト教会） 上川井町846
セブンスデー・アドベンチスト教団日本本部所在地内。
  - City Vision Glory Church（旧旭福音キリスト教会） 上川井町
日本アッセンブリーズ・オブ・ゴッド教団に属するプロテスタント教会。2007年8月に新会堂が献堂された（元寿司店「甲葉亭」跡）。
  - ヴェルデグレイブ横浜 墓地
元々は若葉台団地用駐車場の敷地であったが、契約解除後、墓地が造成された。
  - 団地内にカトリック教会はない。最寄は二俣川教会、もしくは藤が丘教会になる。